# Sportwagen-Weltmeisterschaft 1955

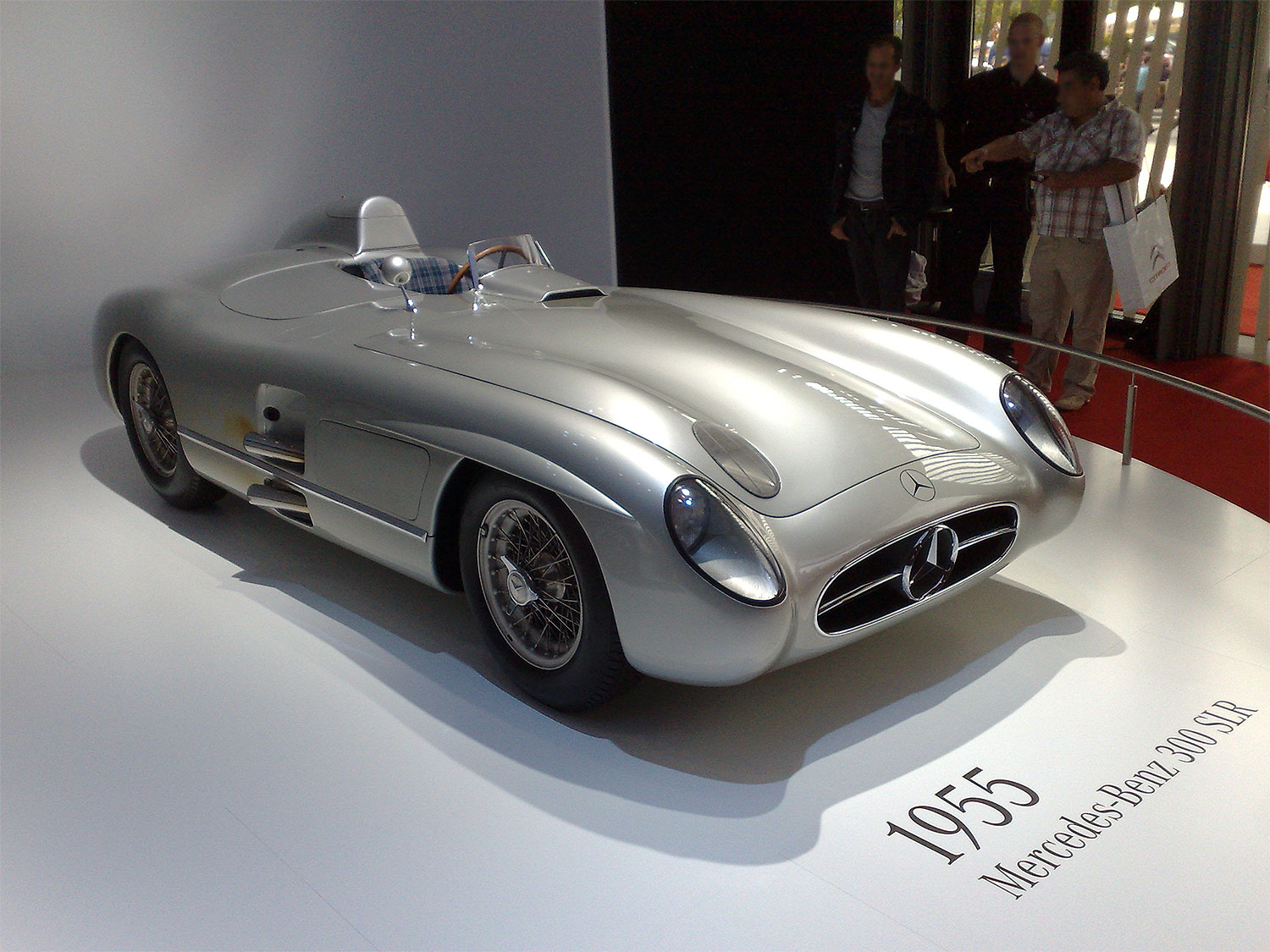
Mercedes-Benz 300 SLR

Die Sportwagen-Weltmeisterschaft 1955 war die dritte Saison dieser Meisterschaft. Sie begann am 23. Januar und endete am 16. Oktober 1955.

## Meisterschaft
Wie viele Motorsport-Rennserien stand auch die Sportwagen-Weltmeisterschaft ab dem Sommer 1955 im Schatten des katastrophalen Unfalls Pierre Leveghs beim 24-Stunden-Rennen von Le Mans, bei dem 84 Menschen starben. Im Unterschied zu anderen Rennserien, wie der Formel-1-Weltmeisterschaft, wurden bei den Sportwagen kein Meisterschaftslauf aus diesem Grund nachträglich abgesagt. Die ursprünglich geplante Carrera Panamericana fand nicht statt, weil der Veranstalter nach den vielen Todesopfern der letzten Jahre keine Finanzierung mehr zustande brachte, und weil der Zweck des Rennens, die Leistungsfähigkeit der durchgehenden Straßenverbindung bekannt zu machen, erfüllt worden sei. Als Ersatz erhielt die Targa Florio Weltmeisterschaftsstatus als zweiter WM-Lauf in Italien. Nach Einstellung der Mille Miglia bekam die Targa ab 1958 WM-Status.
Die Meisterschaft begann Ende Jänner mit dem 1000-km-Rennen von Buenos Aires 1955 und endete mit der Targa Florio 1955 im Oktober da der Carrera-Termin übernommen wurde. Das Rennen in Argentinien, das laut den Meldungen mehr einem südamerikanischen Lokalrennen als einem Weltmeisterschaftslauf glich, wurde von einem einheimischen Team auf einem Ferrari 375 Plus gewonnen. Es war der einzige Gesamtsieg für Ferrari, den Titelverteidiger in der Marken-Weltmeisterschaft, denn die Scuderia, die die letzten beiden Weltmeisterschaften dominiert hatte, blieb in der restlichen Saison sieglos.
Neben der Formel-1-Weltmeisterschaft dominierten die Fahrzeuge der Daimler-Benz AG in diesem Jahr auch die internationalen Sportwagenrennen, obwohl der 300 SLR erst beim dritten von sechs Läufen antrat. Mit Siegen bei der Mille Miglia 1955, der RAC Tourist Trophy 1955 in Dundrod und der Targa Florio jeweils durch Stirling Moss sicherte sich die Werksmannschaft aus Deutschland die Weltmeisterschaft knapp vor Ferrari. Jaguar hatte in Sebring gewonnen, und trotz Beteiligung am Unfall in Le Mans nicht wie Mercedes zurückgezogen, sondern ohne diesen Gegner den Sieg eingefahren. Weitere zählbare Ergebnisse wurden nicht erzielt, insbesondere beim durch tödliche Unfälle überschatteten Heimrennen nicht, wo der letzte Jaguar in Führung liegend ausfiel. Beim Saisonabschluss auf Sizilien trat Jaguar werksseitig nicht an, aber Mercedes ließ drei Wochen lang trainieren und so siegten zwei Briten bei der Targa und Mercedes gewann auch die WM. Maserati betrieb ähnlichen Aufwand und trat mit sechs Werkswagen an.

## Rennkalender
| Nr. | Datum          | Rennname / Rennstrecke                                            | Team             | Gesamtsieger                             | Fahrzeug              | Meisterschaft |
| --- | -------------- | ----------------------------------------------------------------- | ---------------- | ---------------------------------------- | --------------------- | ------------- |
| 1   | 23. Januar     | 1000-km-Rennen von Buenos Aires (Autódromo Municipal-Avenida Paz) |                  | Enrique Sáenz-Valiente José-Maria Ibánez | Ferrari 375 Plus      | Marken        |
| 2   | 13. März       | 12-Stunden-Rennen von Sebring (Sebring International Raceway)     | B. S. Cunningham | Mike Hawthorn Phil Walters               | Jaguar D-Type         | Marken        |
| 3   | 1. Mai         | Mille Miglia (Brescia – Rom – Brescia)                            | Daimler-Benz AG  | Stirling Moss Denis Jenkinson            | Mercedes-Benz 300 SLR | Marken        |
| 4   | 11. – 12. Juni | 24-Stunden-Rennen von Le Mans (Circuit des 24 Heures)             | Jaguar Cars Ltd. | Mike Hawthorn Ivor Bueb                  | Jaguar D-Type         | Marken        |
| 5   | 18. September  | RAC Tourist Trophy (Dundrod Circuit)                              | Daimler-Benz AG  | Stirling Moss John Fitch                 | Mercedes-Benz 300 SLR | Marken        |
| 6   | 16. Oktober    | Targa Florio (Piccolo circuito delle Madonie)                     | Daimler-Benz AG  | Stirling Moss Peter Collins              | Mercedes-Benz 300 SLR | Marken        |

## Marken-Weltmeisterschaft für Konstrukteure

### Gesamtwertung
| Position | Konstrukteur                | 1 | 2 | 3 | 4 | 5   | 6   | Gesamt |
| -------- | --------------------------- | - | - | - | - | --- | --- | ------ |
| 1        | Mercedes-Benz               |   |   | 8 |   | 8   | 8   | 24     |
| 2        | Ferrari                     | 8 | 6 | 4 |   | (1) | 4   | 22     |
| 3        | Jaguar                      |   | 8 |   | 8 |     |     | 16     |
| 4        | Maserati                    | 4 | 4 | 3 |   | 2   | (2) | 13     |
| 5        | Aston Martin                |   |   |   | 6 | 3   |     | 9      |
| 6        | Porsche                     | 3 |   |   | 3 |     |     | 6      |
| 7        | Gordini                     | 2 |   |   |   |     |     | 2      |
| 8        | Donald Healey Motor Company |   | 1 |   |   |     |     | 1      |